# وزارة الدفاع (ألمانيا)
الوزارة الاتحادية للدفاع ((بالألمانية: Bundesministerium der Verteidigung)) تختصر BMVg، هي وزارة اتحادية في جمهورية ألمانيا الاتحادية يقع مقرها الرئيسي في بون ولها مقر فرعي في مدينة برلين. يرأس الوزارة منذ 8 ديسمبر 2021 كريستينه لامبريشت من الحزب الديمقراطي الاجتماعي (SPD).
وفقا للمادة 65أ من الدستور الألماني (Grundgesetz)، وزير الدفاع هو القائد العام للجيش والقوات المسلحة الألمانية. المادة 115ب مراسيم حالة الدفاع يعلنها البرلمان مع موافقة المجلس الاتحادي، ويمرر الأمر الأعلى إلى المستشار.

## وزراء الدفاع (منذ عام 1955)
الحزب:
| الاسم (ولادة - وفاة)                        | الاسم (ولادة - وفاة)                        | الصورة                                      | الحزب                                       | فترة المنصب                                 | فترة المنصب                                 | المدة                                       | المستشار (الحكومة)                                                                                                  |
| وزير الدفاع Bundesminister für Verteidigung | وزير الدفاع Bundesminister für Verteidigung | وزير الدفاع Bundesminister für Verteidigung | وزير الدفاع Bundesminister für Verteidigung | وزير الدفاع Bundesminister für Verteidigung | وزير الدفاع Bundesminister für Verteidigung | وزير الدفاع Bundesminister für Verteidigung | وزير الدفاع Bundesminister für Verteidigung                                                                         |
| ------------------------------------------- | ------------------------------------------- | ------------------------------------------- | ------------------------------------------- | ------------------------------------------- | ------------------------------------------- | ------------------------------------------- | --- |
|                                             | تيودور بلانك (1905–1972)                    |                                             | CDU                                         | 7 حزيران 1955                               | 16 تشرين الأول 1956                         | 1 سنة و131 أيام                             | أديناور (حكومة أديناور الثانية)                                                                                     |
|                                             | فرانتس يوزيف شتراوس (1915–1988)             |                                             | CSU                                         | 16 تشرين الأول 1956                         | 29 كانون الأول 1961                         | 5 سنوات و74 أيام                            | أديناور (• حكومة أديناور الثانية • حكومة أديناور الثالثة )                                                          |
| وزير الدفاع Bundesminister der Verteidigung |                                             |                                             |                                             |                                             |                                             |                                             | |
|                                             | فرانتس يوزيف شتراوس (1915–1988)             |                                             | CSU                                         | 30 كانون الأول 1961                         | 9 كانون الثاني 1963                         | 1 سنة و10 أيام                              | أديناور (• حكومة أديناور الرابعة • حكومة أديناور الخامسة )                                                          |
|                                             | كاي أوفه فون هاسل (1913–1997)               |                                             | CDU                                         | 9 كانون الثاني 1963                         | 1 كانون الأول 1966                          | 3 سنوات و326 أيام                           | لودفيغ إيرهارت (• حكومة إيرهارد الأولى • حكومة إيرهارد الثانية)                                                     |
|                                             | غيرهارد شرودر (1910–1989)                   |                                             | CDU                                         | 1 كانون الأول 1966                          | 21 تشرين الأول 1969                         | 2 سنوات و324 أيام                           | كورت غيورغ كيزينغر (حكومة كيزينغر)                                                                                  |
|                                             | هيلموت شميدت (1918-2015)                    |                                             | SPD                                         | 22 تشرين الأول 1969                         | 7 تموز 1972                                 | 2 سنوات و259 أيام                           | فيلي براندت (حكومة براندت الأولى)                                                                                   |
|                                             | غيورغ ليبر (1920–2012)                      |                                             | SPD                                         | 7 تموز 1972                                 | 16 شباط 1978                                | 5 سنوات و224 أيام                           | ويلي براندت (• حكومة براندت الأولى • حكومة براندت الثانية) هلموت شميدت (• حكومة شميدت الأولى • حكومة شميدت الثانية) |
|                                             | هانز أبيل (1932–2011)                       |                                             | SPD                                         | 17 شباط 1978                                | 1 تشرين الأول 1982                          | 4 سنوات و226 أيام                           | هلموت شميدت (• حكومة شميدت الثانية • حكومة شميدت الثالثة)                                                           |
|                                             | مانفريد فورنر (1934–1994)                   |                                             | CDU                                         | 4 تشرين الأول 1982                          | 18 أيار 1988                                | 5 سنوات و227 أيام                           | هلموت كول (• حكومة كول الأولى • حكومة كول الثانية • حكومة كول الثالثة)                                              |
|                                             | روبيرت شولتس (م. 1937)                      |                                             | CDU                                         | 18 أيار 1988                                | 21 نيسان 1989                               | 338 أيام                                    | هلموت كول (حكومة كول الثالثة)                                                                                       |
|                                             | غيرهارد شتولتنبيرغ (1928–2001)              |                                             | CDU                                         | 21 نيسان 1989                               | 31 أذار 1992                                | 2 سنوات و345 أيام                           | هلموت كول (• حكومة كول الثالثة • حكومة كول الرابعة)                                                                 |
|                                             | فولكر رويه (م. 1942)                        |                                             | CDU                                         | 1 نيسان 1992                                | 26 تشرين الأول 1998                         | 6 سنوات و208 أيام                           | هلموت كول (• حكومة كول الرابعة • حكومة كول الخامسة)                                                                 |
|                                             | رودولف شاربينغ (م. 1947)                    |                                             | SPD                                         | 27 تشرين الأول 1998                         | 19 تموز 2002                                | 3 سنوات و265 أيام                           | غيرهارد شرودر (حكومة شرودر الأولى)                                                                                  |
|                                             | بيتر شتروك (1943-2012)                      |                                             | SPD                                         | 19 تموز 2002                                | 22 تشرين الثاني 2005                        | 3 سنوات و126 أيام                           | غيرهارد شرودر (حكومة شرودر الثانية)                                                                                 |
|                                             | فرانتس يوسف يونغ (م. 1949)                  |                                             | CDU                                         | 22 تشرين الثاني 2005                        | 28 تشرين الأول 2009                         | 3 سنوات و340 أيام                           | أنغيلا ميركل (حكومة ميركل الأولى)                                                                                   |
|                                             | كارل تيودور تسو غوتنبرغ (م. 1971)           |                                             | CSU                                         | 28 تشرين الأول 2009                         | 3 أذار 2011                                 | 1 سنة و126 أيام                             | أنغيلا ميركل (حكومة ميركل الثانية)                                                                                  |
|                                             | توماس دي مايتسيره (م. 1954)                 |                                             | CDU                                         | 3 أذار 2011                                 | 17 كانون الأول 2013                         | 2 سنوات و289 أيام                           | أنغيلا ميركل (حكومة ميركل الثانية)                                                                                  |
|                                             | أورسولا فون دير لاين (م. 1958)              |                                             | CDU                                         | 17 كانون الأول 2013                         | 17 تموز 2019                                | 11 سنوات و153 أيام                          | أنغيلا ميركل (• حكومة ميركل الثالثة • حكومة ميركل الرابعة)                                                          |
|                                             | أنغريت كرامب كارينباور (م. 1962)            |                                             | CDU                                         | 17 تموز 2019                                | 8 ديسمبر 2021                               | 2 سنوات و144 أيام                           | أنغيلا ميركل (حكومة ميركل الرابعة)                                                                                  |
|                                             | كريستينه لامبريشت (م. 1965)                 |                                             | SPD                                         | 8 ديسمبر 2021                               | في المنصب                                   | 3 سنوات و162 أيام                           | أولاف شولتس (حكومة شولتس)                                                                                           |

## الهيكل التنظيمي
في 1 أبريل 2012 غيرت وزارة الدفاع هيكلها التنظيمي كالآتي:

### مستوى الإدارة العليا
- وزير الدفاع (القائد الأعلى للقوات المسلحة وقت السلم)
  - وزيرا دولة في البرلمان
  - وزيرا دولة
- تابعة للإدارة العليا
  - مكتب الدعم
  - مكتب الصحافة والمعلومات
  - الإدارة السياسية
- المديريات
- وزير الدولة # 1
  - إدارة المعدات (انفصل عنها فرع الأمن السيبراني وتكنولوجيا المعلومات في عام 2016)
  - إدارة الأمن السيبراني وتكنولوجيا المعلومات (تأسست عام 2016)
- وزير الدولة # 2
  - إدارة الرقابة والمالية
  - إدارة شؤون الموظفين
  - إدارة البنية التحتية ومكافحة التلوث والخدمات الإدارية
  - إدارة الشؤون القانونية
- المفتش العام
  - إدارة الخطط والسياسات
  - إدارة العمليات والإستراتيجيات
  - إدارة القيادة والتحكم

### أقسام القوات المسلحة
بنقسم الجيش إلى قسم عسكري (القوات المسلحة) وجزء مدني مع إدارة القوات المسلحة ويتكون من 11 قسم/ قطاع:
- القوات المسلحة
  - القوات البرية
  - القوات البحرية
  - القوات الجوية
  - الخدمة الطبية
  - خدمة الدعم بما في ذلك مركز التاريخ العسكري والعلوم الاجتماعية
  - خدمة المجال السيبراني والمعلومات
- إدارة القوات المسلحة
  - إدارة شؤون الموظفين

```
وزير الدفاع الاتحادي أيضا كقائد أعلى للقوات المسلحة الألمانية، تضم الوزارة الإدارات العسكرية والمدنية:
```

- قيادة الأركان للقوات المسلحة، برئاسة المفتش العام للجيش الألماني
  - الجيش الألماني
  - البحرية الألمانية
  - سلاح الجو الألماني
  - الخدمات الطبية المشتركة
  - خدمة الدعم المشترك بما فيها خدمة مكافحة التجسس العسكرية
- الهيئة المدنية
  - مركز التاريخ العسكري والعلوم الاجتماعية
  - إدارة التجنيد العسكري
  - التسلح وتكنولوجيا المعلومات
  - القضاء
  - الرعاية الروحية

## روابط إضافية
- الموقع الرسمي